# Харків (Вірменія)
40°31′ пн. ш. 43°36′ сх. д. / 40.517° пн. ш. 43.600° сх. д.
Харків (вірм. Խարկով, Харков; тур. Yenikëy) — містечко в Ширацькій області Вірменії. Турецька назва міста перекладається як «нове селище». На захід від міста, по той бік вірменсько-турецького кордону, знаходяться руїни стародавньої вірменської столиці — Ані.